# Synagoga Główna w Szydłowcu
Synagoga Główna w Szydłowcu – nieistniejąca obecnie synagoga, która znajdowała się w Szydłowcu, na rogu ulic Żydowskiej i Bóżniczej, obecnie zwanej Zamkową.
Synagoga została zbudowana w 1711 roku dzięki Michałowi Antoniemu Radziwiłłowi, który uzyskał zgodę na jej budowę u władz kościelnych. Podczas II wojny światowej, hitlerowcy zdewastowali synagogę. Po zakończeniu wojny została rozebrana. Na miejscu synagogi stoi dziś budynek Liceum Ogólnokształcącego im. Henryka Sienkiewicza.